# Paul Delisse
Pour les articles homonymes, voir Delisse.
Paul Delisse (dit Lespagne, né à Longwy le 12 avril 1817 et mort à Paris 9e le 8 septembre 1888) est un tromboniste et professeur de trombone français.

## Biographie
Paul Delisse (dit Lespagne) naît le 12 avril 1817 à Longwy,,.
Il étudie le trombone dans la classe d'Antoine Dieppo au Conservatoire de Paris, où il obtient un 1er prix en 1841,.
Comme interprète, il est soliste à l'Orchestre du Théâtre-Italien entre 1841 et 1870, puis à l'Opéra-Comique, et à la Société des concerts du Conservatoire à partir de 1862,.
Comme pédagogue, Paul Delisse, à la suite de Dieppo, est professeur de trombone au Conservatoire de Paris de 1871 à 1888,. Louis Allard lui succèdera.
En 1881, Delisse est nommé officier d'Académie.
Il meurt en son domicile parisien du 12, rue Fontaine, dans la nuit du 8 au 9 septembre 1888 (9e arrondissement de Paris),,.